# Malpás (antiguo municipio)
El antiguo municipio de Malpás era un municipio de 49,84 km² de la Alta Ribagorza (provincia de Lérida, Cataluña, España), independiente hasta 1968, cuando fue agregado a Pont de Suert, con el resultado de agrandar notablemente el antiguo municipio de Pont de Suert, que era muy pequeño. Su aportación a los 148,62 km² del municipio actual fue, por tanto, del 33,54% de territorio.
Tenía su centro en el pueblo de Malpás, y también pertenecían a él los pueblos de Casòs, Castellars, Erillcastell, Erta, Esperan, Massivert, Montiberri, Peranera y Raons. También está el antiguo pueblo, actualmente reducido a una simple masía, de Gironella.

## Geografía

### Descripción geográfica

#### Límite con el antiguo término del Pont de Suert (enclave de Cellers)
Comienza la descripción de esta parte del perímetro del término a 1.684,4 metros de altitud, justo al oeste de las instalaciones de antenas de la Faiada de Malpàs, donde se encuentra el límite actual entre el Pont de Suert y Tremp, en su enclave de Enrens y Trepadús, pertenecientes al antiguo término municipal de Espluga de Serra. Ahora bien, en este mismo lugar se encontraban también los términos municipales de el Pont de Suert, en su enclave de Cellers, y de Malpás, actualmente ambos fusionados en el gran término actual del Pont de Suert.
Desde este punto, el límite con el enclave de Cellers bajaba hacia el oeste-sur-oeste por el Serrado de las Costas de Montiberri, pasando por las Cuevas de Contrella y el Serrado del Extremo, para ir a encontrar el Pantano de Escales en el sitio conocido como los Pasos. Actualmente el límite se pierde en la superficie de las aguas del pantano, pero antes iba a la misma vera del Noguera Ribagorzana, donde encontraba un nuevo triple punto terminal: Malpàs, el Pont de Suert (enclave de Cellers) y Bonansa, de la Alta Ribagorza occidental.

#### Límite con el término de Bonansa, de la Alta Ribagorza occidental
Este límite actualmente está del todo sumergido dentro del pantano de Escales. Desde el punto anterior, la línea del término seguía exactamente la vera del Noguera Ribagorzana, hasta el momento en que este río recibía por la izquierda la rivera del Convent, donde había otro tritérmino, en este caso entre Malpàs, el Pont de Suert (sector principal del término) y Bonansa (los tres de la Alta Ribagorza, pero el último de la parte occidental, de administración aragonesa).

#### Límite con el antiguo término del Pont de Suert (sector principal)
Desde el punto anterior, el límite con el Pont de Suert seguía exactamente la vera de la rivera del Convent aguas arriba, dejando el monasterio de Lavaix dentro del término del Pont de Suert. Cerca y al este del mojón kilométrico 344, el límite torcía hacia el nornoroeste, en una línea recta que iba a buscar el extremo occidental del Plan del Mont, atravesando el Solà de Ventolà y el Pinar de Ventolà, e iba a buscar el barranco de Raons a la Solana del Puço. En aquel lugar se encontraban los antiguos términos municipales, los tres ahora fusionados en el del Pont de Suert: Llesp, Malpàs y el antiguo término del Pont de Suert.

#### Límite con el antiguo término de Llesp, del municipio del Pont de Suert
El límite con Llesp comenzaba en el tritérmino anterior y continuaba un buen trozo aguas arriba la rivera del barranco de Raons, hasta que este torrente encontraba el camino que de Malpás va hacia Gotarta e Igüerri, desde donde trazaba una línea recta hacia el nornoroeste que pasaba justo por el medio de Raons: la Borda de Servent y la de Martí quedaban en el término de Malpás, y la iglesia de San Esteban y la Borda del Pei, en el de Llesp. Esta línea recta iba a parar a la cima de un cerro de 1.585,6 metros de altitud: el Grilló, al este de la Roca de Corona.
En este punto, el límite iba en dirección a la carena que comienza en la Roca de Corona (de 1.623,9 metros de altitud), el Bony de Corona (de 1.661,1) y seguía hacia el noreste por el Tozal de la Tartera, la Calbera de Irgo (de 1.895,3 metros) y los Collados, donde se llega a los 2.014,3 metros. Rompe hacia el este para seguir todos los Collados, y al llegar al Tuc (de 2.058,8 metros), vuelve a emprender la dirección noreste. Sube al Serrado de Riconco y le seguía hasta encontrar el Pico de la Tartera (de 2.309,7 m), donde estaba el antiguo tritérmino entre Malpás, Llesp y Durro, actualmente perteneciente este último antiguo término al del Valle de Bohí.

#### Límite con el antiguo término de Durro, del municipio del Valle de Bohí
Buena parte de este límite, que es el actual límite entre el valle de Bohí y el Pont de Suert, discurre por cadenas que separan valles bastante marcadas en el territorio.
Desde el pico de la Tartera (de 2.309,7 metros de altitud) el límite emprende la dirección nordeste por el extremo nororiental del Serrado de Riconco, por la cual, siguiendo hacia levante, sube al Corronco (de 2.543,3 metros) y sigue hacia el Collado de Comaportell (de 2.364,6 metros) y el Cap dels Vedats de Erta (de 2.632 metros), donde se encuentran los términos municipales del valle de Bohí, el Pont de Suert, Sarroca de Bellera y, antiguamente, los antiguos términos de Durro (del Valle de Bohí), Malpás (del Pont de Suert) y Benés (de Sarroca de Bellera).

#### Límite con el antiguo término de Benés, del municipio de Sarroca de Bellera
Desde este collado ras del Cap dels Vedats de Erta, la línea del término coge ahora la dirección sudeste, casi en línea recta y sin obedecer ningún accidente orográfico, y llega a una nueva cadena: la de la Sierra del Clotet (a 2.480 metros de altitud). Vuelve a romper, ahora hacia el sudoeste, bajando por aquella cadena hacia el Tozal del Clotet (a 2.400 metros) y, siempre cadena abajo, sigue todo el Caubell de Sas, hacia el Tozal del Cogomar (de 1.996,9 metros), pero encima del cual no llega: se queda en la cota de 1.900, donde tuerce hacia poniente, en línea recta y sin seguir ningún accidente orográfico, para ir a buscar la base del Serrado Pelat y el pueblo de Erta, que queda justo al norte de la línea, dentro del término del Pont de Suert, y, siempre en línea recta, llega al Tozal de Codó (de 1.754,1 metros).
En el Tozal de Codó, que pertenece al Serrado de les Artigues, rompe hacia el sudoeste y va a cercar el Coll de Fades (de 1.504,9 metros), desde donde, siguiendo una pista que discurre por aquel lugar, se dirige hacia el sudoeste, pero haciendo un ángulo hacia el noroeste, en dirección al Tozal de la Menal (de 1.504,9) también. En este lugar vuelve a cambiar de dirección: ahora hacia el sudeste, baja por una cadena hasta la rivera del Port de Erta, que atraviesa a 1.240 metros de altura. Continúa siguiendo una cadena alejándose del fondo del valle, hacia el sudeste hasta tocar la Fuente de Aguilar, en la vertiente noroccidental de la Sierra dels Fronts (a 1.450 metros), donde vuelve a torcer hacia el sudoeste. El límite pasa por el noroeste del Pui Ballader y del Tozal de Tous, aproximadamente por la cota de 1.400, y va a buscar la cabecera del barranco del Pago, al este del Serrado de les Pales. En este lugar se encontraban los términos de Benés (ahora Sarroca de Bellera), con los de Malpás y Viu de Llevata (ahora pertenecientes ambos al del Pont de Suert).

#### Límite con el antiguo término de Viu de Llevata, del municipio del Pont de Suert
Desde el tritérmino anterior, cerca y al sudeste de Massivert, el límite emprendía la dirección suroeste, yendo a buscar el collado de Massivert (a 1.332,2 metros de altitud) y siguiendo el Serrado dels Comunals, que, sobre el eje noreste-sudoeste, hace un arco cóncavo al sur, y pasa por el Tozal de la Montcada (de 1.398,8). Cuando llega al extremo occidental del Serrado dels Comunals (a 1.373,5 metros) el límite con Viu de Llevata volvía a emprender recto hacia el sudoeste, sin seguir ningún accidente orográfico, atravesaba el barranco de Viu y pasaba por el Bosque de Avall de Viu, atravesaba la carretera N-260 poco antes del punto kilométrico 339, en los Canales de Solanisi, e iba a buscar un punto de la montaña, al noroeste del Pilaret de Viu (en la cota 1.430), donde se encontraba el tritérmino entre los antiguos términos de Espluga de Serra, en su enclave de Enrens y Trepadús (término actual de Tremp), Malpàs y Viu de Llevata (actualmente los dos últimos unidos en el nuevo término municipal ampliado de Pont de Suert).

#### Límite con el antiguo término de Espluga de Serra (enclave de Enrens y Trepadús), del municipio de Tremp
Desde el punto anterior, al sudoeste del collado de San Roque de Viu (1.441 metros de altitud), la línea del límite gira hacia el noroeste, enseguida hace un ángulo hacia el sur y emprende por la Sierra Rasa de Badia (de 1.500 metros) hacia el noroeste en dirección a la Faiada de Malpàs (de 1.699 metros de altura), desde donde continúa hacia poniente con tal de llegar al cabo de poco al punto tritérmino donde ha comenzado esta descripción.

#### El valle del barranco de Malpás

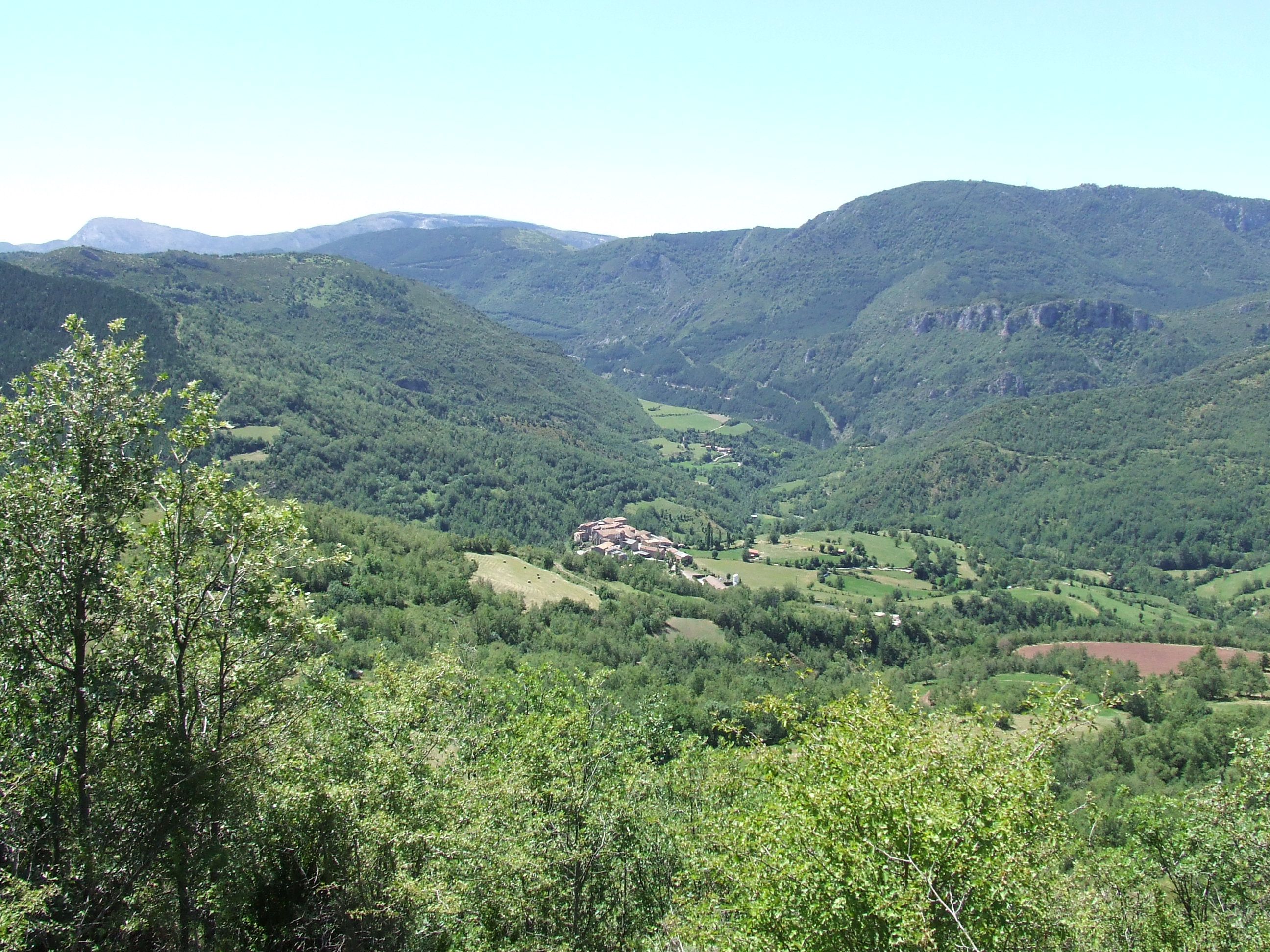
El valle del barranco de Malpás

El valle del barranco de Malpàs es el centro del antiguo municipio, donde está el pueblo de Malpás y el antiguo pueblo y parroquia de Gironella. Es también la parte inferior, al sudoeste, del barranco de Peranera.
Está enmarcado al oeste por una línea que arranca del Solà de Gironella, sube hacia el norte pasando por la Roca Foradada (de 1.238,4 metros de altitud), atravesando el Serrado de Cussolo, va a buscar el Tozal de Collada Marroc (de 1.181,1 metros), encontrando por el camino el Paller de Peroi, y todavía sube hasta el Tozal de San Cerní (de 1.192,3 metros), y después baja hacia el barranco de Raons. El límite norte es este último barranco, hasta su cabecera, al nordeste del caserío disperso de Raons, bajo las montañas que acogen el pueblo de Erillcastell, y la montaña que separa este último pueblo de Malpàs: el Tozal de Pollerini (de 1.444,7 metros de altitud).
Un apéndice hacia el norte de este valle lo forma el pequeño valle del barranco de Esperan, afluente del de Raons, donde se hallan los restos del antiguo pueblo de Esperan, con la iglesia románica de San Andrés y San Saturnino.
El límite este está formado por una línea teórica de noroeste a sudeste desde el último tozal nombrado hasta el Tozal de Plana Ballestera (de 1.387,3 metros de altitud) y su continuación hacia el sudoeste por la cadena que separa este valle de la del barranco de Massivert, con el Tozal de la Borda (de 1.381,9 metros) y el Serrado de les Comes (de 1.377,4 metros de altura), en el extremo sudoeste. La línea que cierra bajando hasta el barranco de Viu. El límite meridional lo constituye este último barranco.
ESte valle contiene el núcleo principal del antiguo municipio: el pueblo de Malpàs (en la parte central), y el antiguo pueblo y parroquia de Gironella, en la parte suroriental. Actualmente no tiene ninguna otra masía habitada que las de Casa Sala, justo al norte de Malpàs, y la de Gironella; sí que conserva restos de diversas bordas. El valle es bastante profundo respecto a las montañas que lo envuelven, ya que el barranco de Malpàs discurre entre los 1.025 y los 920 metros de altitud.

#### El valle del barranco de Peranera

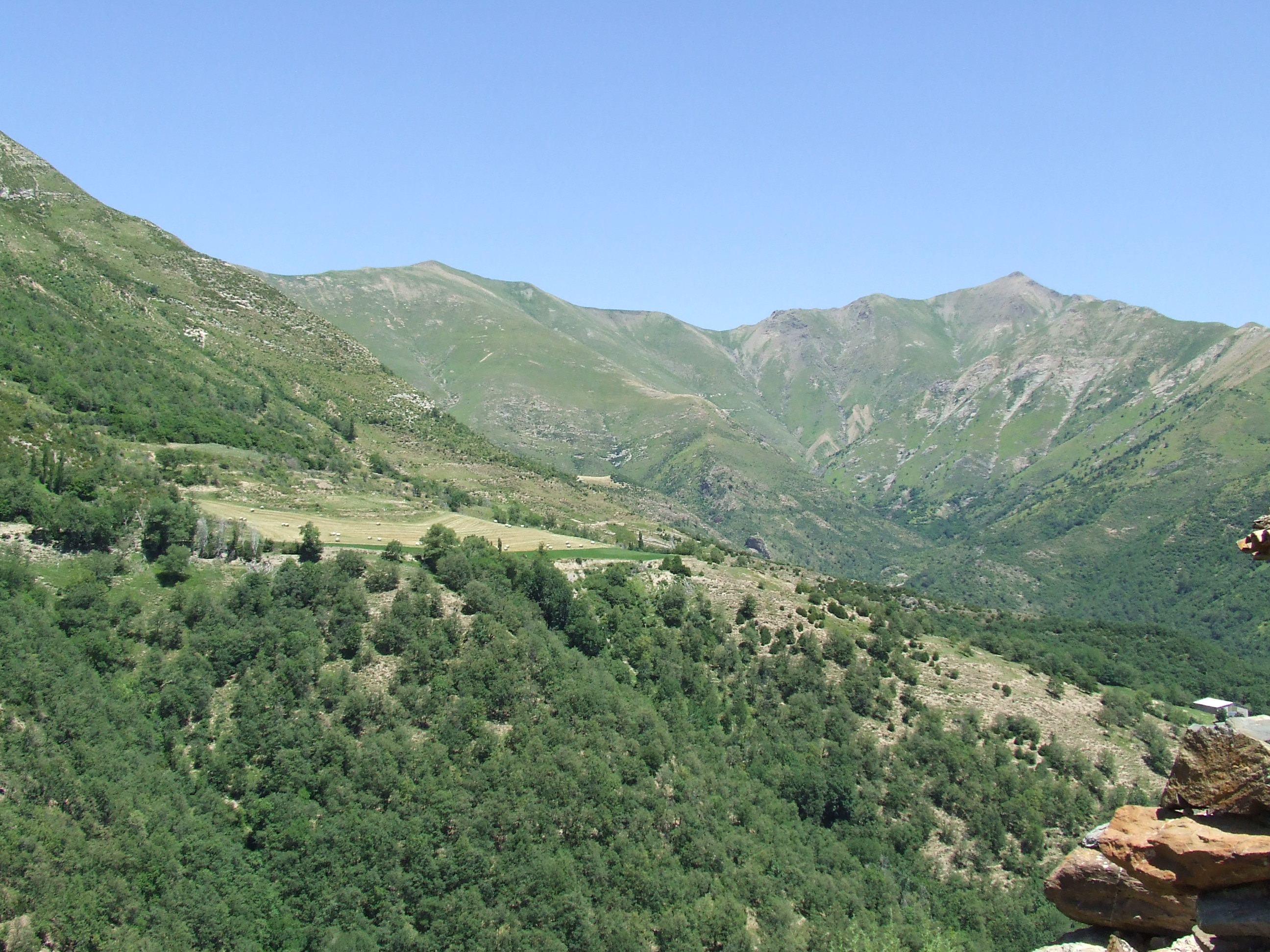
Cabecera del barranco de Peranera

Continuando hacia el norte del valle anterior, su límite occidental se decanta más hacia el oeste que al anterior, con tal de acoger al pueblo actualmente abandonado de Erillcastell. Desde el Tozal de Pollerini continúa hacia el norte para ir a buscar el Serrado de la Canal de les Tallades, y va a buscar el circo de cabecera de este barranco, formado por la Roca Escura (de 2.014,7 metros de altitud), el Tuc (de 2.058,8), el Serrado del Riconco (con el Pico de la Tartera, de 2.309,7 metros), el Corronco (de 2.543,3), las Raspes de Corronco y la Crenxa de Comaportell, hasta alcanzar el Cap dels Vedats de Erta (de 2.632 metros de altura).

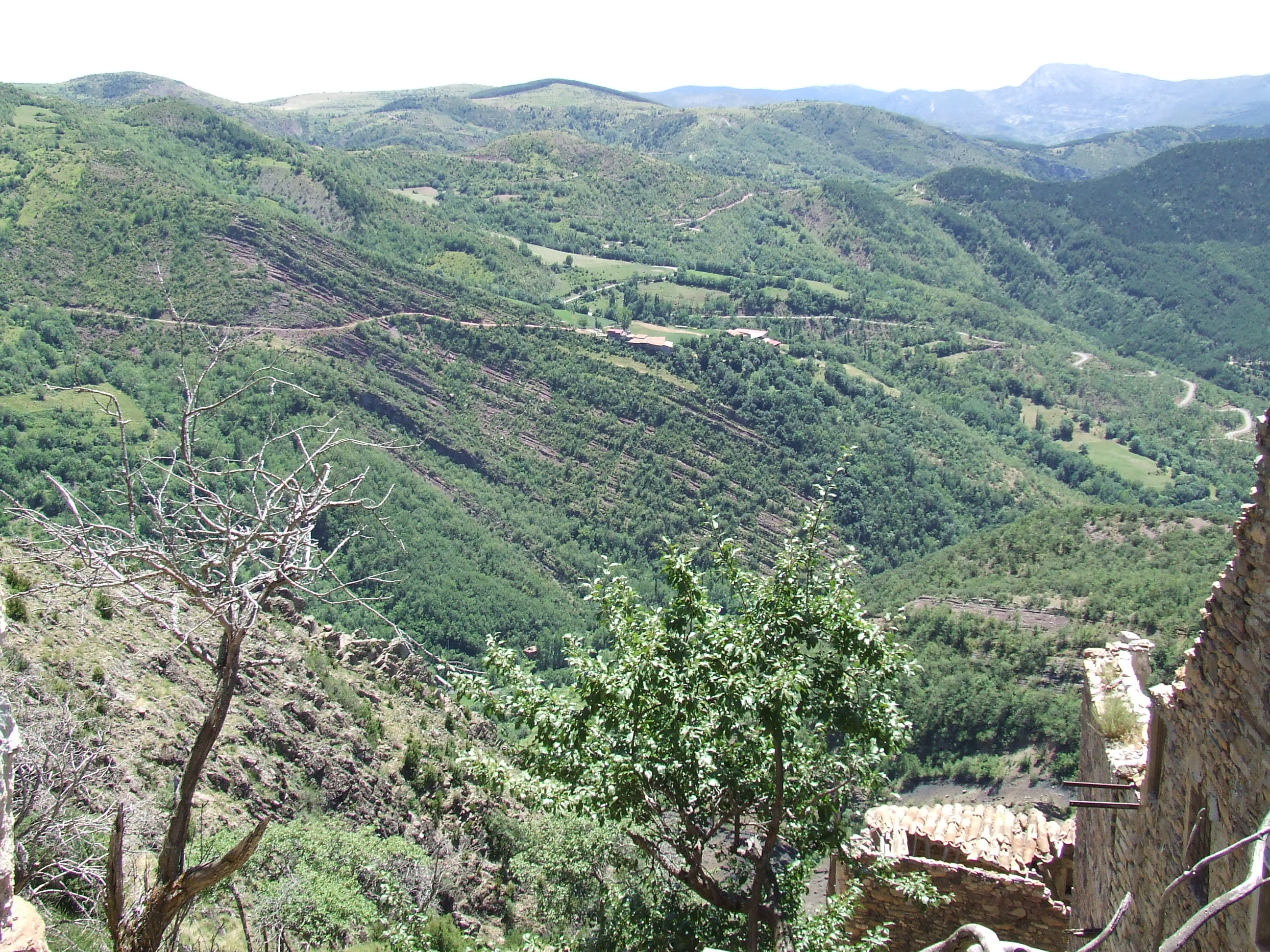
El barranco de Peranera en Castellars

El límite oriental del valle es la cadena que desciende hacia el sur y suroeste desde el Cap dels Vedats de Erta: Roca de Coll Major (de 2.476,6 metros de altitud), Serrado del Forcall, Roc Roi (de 2.095,6), Tozal de la Pleta dels Alls (de 2.021,7), la Sierra de Montaner, el Tozal de Codó (de 1.754,1) y la cadena que desciende desde allí hacia el suroeste, hasta el Tozal de la Costera (de 1.403,4 metros) y el Tozal de Plana Ballestera, donde enlaza con los límites del valle anterior.
Este valle contiene en el norte la ermita románica de Santa Margarita de Peranera. Más al sur hay unas cuantas bordas de Peranera, y todavía más al Sur, al oeste el pueblo de Erillcastell, y al Este el de Peranera. Cerca y un poco más al sur está el de Castellars. Cierran este valle, al sur, las minas de Malpàs, ya cerca de este pueblo.

#### El valle del barranco de Massivert
Bastante paralela, al sudeste, se encuentra el valle del barranco de Massivert. Este valle tiene la particularidad de que su parte central, al volver del pueblo de Sas, no pertenece al antiguo término de Malpàs, sino al de Benés, antiguo municipio ribagorzano actualmente agregado al de Sarroca de Bellera, del Pallars Jussá. El valle sigue la dirección nordeste hacia el suroeste, formando un arco bastante redondeado por el sur.
El límite occidental de este valle es, enlazándolos, los que se ha descrito como límites orientales de los dos valles anteriores, hasta el límite del término, que es el punto más septentrional. El interior del valle, que incluiría Sas, comprendiendo la rivera del Port de Erta, que es la cabecera del barranco de Massivert. Limita este valle por el este la cadena que desciende hacia el sudeste desde el Cap dels Vedats de Erta (de 2.632 metros de altitud), hacia la sierra del Clotet, el Tozal del Clotet (de 2.410 metros), el tozal de Sarviscué (de 2.057 metros) y continúa por el término de Sarroca de Bellera, por el tozal del Cogomar (de 1.996,9 metros de altura), el Tozal de Sant Quiri (de 1.626,4), la sierra des Fronts (de 1.544,6), el Pui Ballader (de 1.472,5), el Tozal de Tous (de 1.508,8), el serrado de les Pales, con lo Faro (de 1.455,6), y el serrado dels Comunals, con el Tozal de la Montcada (de 1.398,8 metros), que ya baja hacia el barranco de Viu. A partir de la mitad es al mismo límite oriental y sur del valle. El límite suroccidental es la misma rivera o barranco de Viu.
Este valle contiene arriba del todo el pueblo de Erta, con todo el circo de cabecera del barranco del Port de Erta. Más al sur está el sector del pueblo de Sas, perteneciente a Benés (Sarroca de Bellera), y todavía más al sur: Massivert, con el caserío del Hostalet de Massivert, que tiene la iglesia de la Madre de Dios del Carmen y algunas bordas, la mayor parte abandonadas. Es un valle actualmente fuertemente despoblado.

#### Las costas de Montiberri

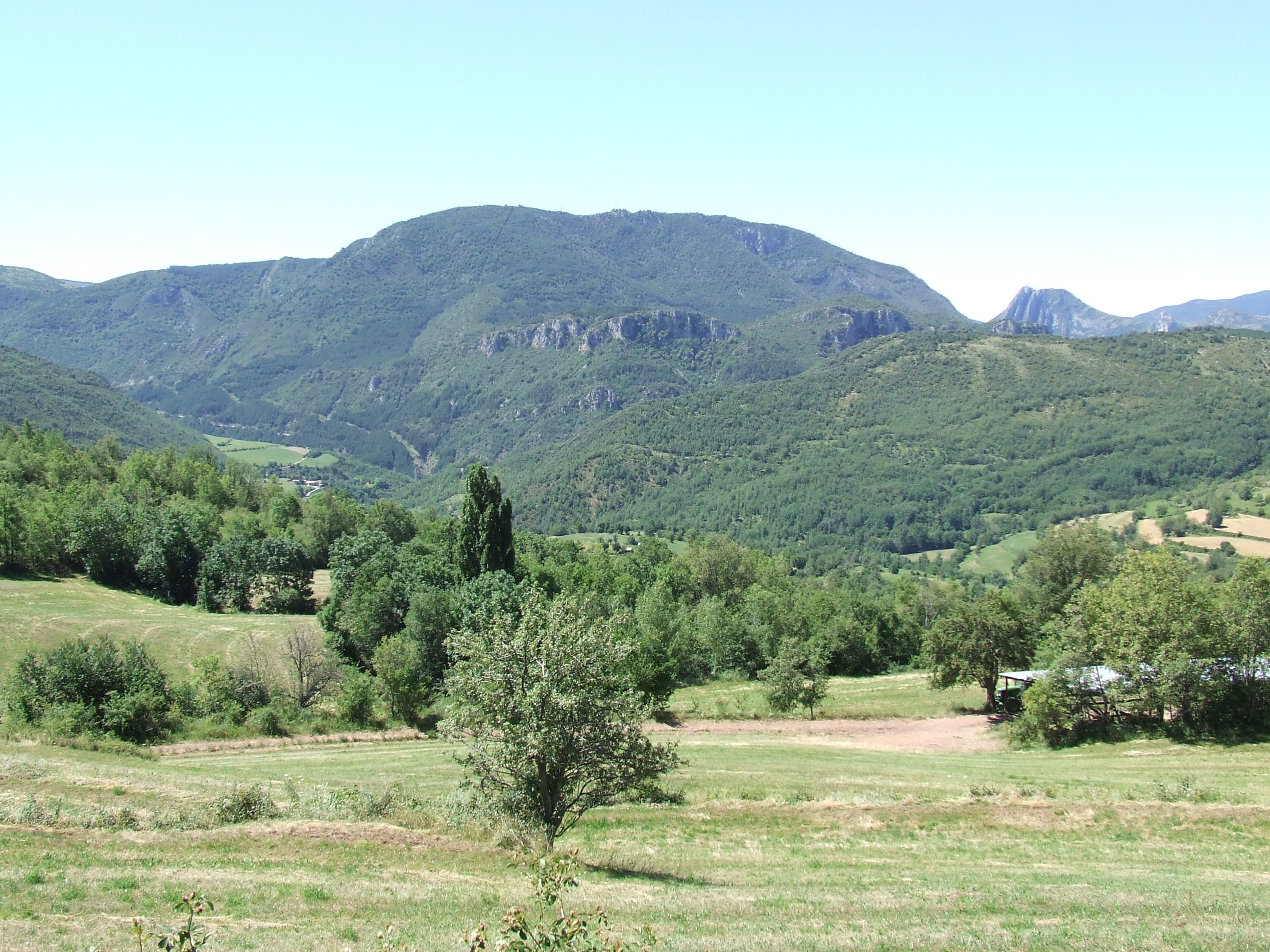
La Faiada de Malàs y las costas de Montiberri

Es el único sector del antiguo término de Malpàs a la izquierda del barranco de Viu. Se trata de todas las costas septentrionales de la Faiada de Malpàs, entre la cadena donde se encuentra esta cima y la rivera del Convent. En el interior, forma el valle del barranco de Montiberri, que queda separado de la rivera del Convent por el serrado de Cambatiri y la Roca de la Savina (de 1.337,8 metros de altitud).
Está dividido, según la cantidad de suelo que le toca, en la Obaga de Montiberri y la Solana de Montiberri, y contiene el pueblo de Montiberri y el caserío de Casòs. Cerca del extremo sudeste de este sector está la antigua villa de Vilba, despoblado medieval que fue castillo y pueblo en la Edad Media y quedó desierto a raíz de las pestes y maldades de finales de aquel periodo histórico.
El barranco de Montiberri, eje vertebrador de este sector, es afluente directo de la Noguera Ribagorzana, en la cola del pantano de Escales, prácticamente por delante (al sur) de los restos del monasterio de Santa María de Lavaix.

#### Los núcleos de población
Aparte de Malpàs, constituyen el antiguo municipio de Malpàs los pueblos de Casòs, Castellars, Erillcastell, Erta, Esperan, Massivert, Montiberri, Peranera y Raons (en parte). También se halla el antiguo pueblo, actualmente reducido a una simple masía, de Gironella.
| Pueblos del antiguo municipio de Malpàs | Pueblos del antiguo municipio de Malpàs | Pueblos del antiguo municipio de Malpàs | Pueblos del antiguo municipio de Malpàs |
| --------------------------------------- | --------------------------------------- | --------------------------------------- | --------------------------------------- |
|                                         |                                         |                                         |                                         |
| El caserío de Casòs                     | El pueblo de Castellars                 | El pueblo de Erillcastell               | El pueblo de Erta                       |

|                      |                                |                                                   |                        |
| El pueblo de Esperan | El antiguo pueblo de Gironella | El pueblo de Malpàs, cabeza del antiguo municipio | El pueblo de Massivert |

|                         |                       |                    |                   |
| El pueblo de Montiberri | El pueblo de Peranera | El pueblo de Raons | La villa de Vilba |

Aparte del hecho de que muchos de estos pueblos están hoy en día abandonados, a penas hay ningún tipo de población disperso en todo el término. Si hubiera, está también abandonado. Sólo en las proximidades de Malpàs quedan algunas masías o bordas habitadas o frecuentemente utilizadas.

## Historia
En 1718 el término de Malpàs reunía 366 habitantes, que ya habían bajado a 202 en 1787. Después, con la explotación de las minas, aumentó: 461 en 1860. Ahora bien, después volvió a descender gradualmente, llegando a los 383 en 1940. El avivamiento de las minas supuso un aumento paralelo para el pueblo, que alcanzaba los 542 habitantes en 1950. 
Malpàs es uno de los ayuntamientos constituidos en 1812 a raíz de la promulgación de la Constitución de Cádiz, a partir de la universidad o común existente en la Edad Moderna. En 1845 se aprobó una ley municipal que exigía un mínimo de 30 vecinos (cabezas de familia) con tal de garantizar la continuidad de los ayuntamientos, y Malpàs pudo hacerlo dado que sumó
44 con sus 9 vecinos, los 3 de Castellars, los 19 de Erillcastell, los 2 de Erta, los 2 de Esperan, el único de Gironella, los 2 de Massivert, los 2 de Montiberri, los 3 de Peranera y el único de Raons. Eso comportó la desaparición de todos los ayuntamientos, al ser agregados a Malpàs.

## Lugares de interés

### Histórico
- El caserío de Casòs
- El pueblo de Castellars
  - Iglesia de San Martín (Castellars)
- El pueblo de Esperan
  - Iglesia de San Andrés y San Saturnino (Esperan)
- El pueblo de Erillcastell
  - Emplazamiento del castillo de Erillcastell
  - La mina de Erillcastell
  - Iglesia de Santa María (Erillcastell)
- El caserío de Gironella
  - Iglesia de San Acisclo y Santa Victoria (Gironella)
- El pueblo de Malpàs
  - Las minas de Malpàs
- El pueblo de Massivert
  - Iglesia de San Román (Massivert)
- El pueblo de Montiberri
- El pueblo de Peranera
  - Ermita de Santa Margarita (Peranera)
- Villa de Vilba

### Paisajístico
- Valle del barranco de Viu
- Costas de Montiberri y la Faiada de Malpàs
- Valle del barranco de Massivert
- Vall edel barranco de Peranera

## Actividad económica
El terreno del antiguo término de Malpàs es montañoso, ápero, roto y de mala calidad, levantado de los campos a las hondonadas, donde la calidad es mediana, según testimoniaba Pascual Madoz a mediados del siglo XIX. Las aguas del barranco de Erillcastell se recogían en sequías, con la que regaban 5 jornales de prados. Se producía trigo, centeno, patatas, algunas legumbres y pastos, y se criaban ovejas, cabras y vacas. Se cazaban lobos. Tenía (de población) 9 vecinos (cabezas de familia) y 53 ánimas (habitantes). Por tanto, se trataba, tradicionalmente, de una actividad económica primaria, básicamente de subsistencia.
En el siglo XIX apareció una cierta industrialización en el término, pero también de carácter manual y poco desarrollada: minas de carbón. Había diversas en Malpàs, entre este pueblo y Castellars, y una en Erillcastell. Estas minas se cerraron en la primera mitad del siglo XX, y se reabrieron a mediados de siglo, a raíz de la oleada constructiva derivada de las centrales hidroeléctricas de los valles del entorno, y las poblaciones nuevas que provocaron. La fábrica de cemento de Xerallo fue la principal demanda de carbón. Cuando Xerallo cerró en 1972, conllevó el cierre de las minas de Malpàs y la despoblación del antiguo municipio.
Más recientemente, en la segunda mitad del siglo XX, los cultivos, incluidos los prados naturales, ocupaban el l,11% del total de la superficie municipal; el 29% eran barbechos y pastizales, y el 40% eran bosques, entre los cuales los que daban más madera eran las 359 hectáreas de las laderas de la Faiada de Malpàs, en la Obaga de Montiberri, de propiedad estatal, y las 200 de los bosques de Malpàs y Massivert, comunales.

## Atención al ciudadano
Con la pérdida de la entidad municipal, Malpàs quedó totalmente a expensas del Pont de Suert. Perdió la escuela (actualmente los chicos y chicas de Malpàs y sus pueblos van a escuela (e instituto) al Pont de Suert en transporte escolar organizado por el Consejo Comarcal de la Alta Ribagorza.
Por lo que respecta al servicio médico, el centro de referencia es el Centro de Atención Primaria del Pont de Suert, del cual depende el consultorio local de Malpàs, visto por el equipo de atención primaria Alta Ribagorza.

## Servicios turísticos
En el antiguo término de Malpàs no hay apenas ofertas turísticas. Prácticamente toda se circunscribe a una serie de casas de rurales, que son las siguientes:
- en Casòs, Enriu
- en Castellars, L'Abadia
- en Malpàs, Pascual.

De restaurantes, solo está la Casa Pascual, en Castellars, que también hace de residencia.

## Comunicaciones
El pueble de Malpàs está a 9,7 kilómetros del Pont de Suert, cabeza de municipio y de comarca. Se comunican a través de la carretera N-260. En el punto kilométrico 342 comienza, hacia el nordeste, la carretera LV-5212, que lleva a Malpàs en casi 4 kilómetros.
En los diferentes pueblos del término de Malpàs no hay ninguna forma de transporte público, quitando el escolar, organizado por el Consejo Comarcal.
Ahora bien, por la carretera N-260 circulan buena parte de los transportes de los que dispone el Pont de Suert, y en el cruce de la N-260 con la carretera de Malpàs hay una parada discrecional de los autobuses de línea que por allí circulan.